# Museo di Skagen
Il Museo di Skagen (in danese Skagens Museum) è un museo d'arte situato a Skagen in Danimarca.

## Descrizione
Espone una vasta collezione di opere dei pittori di Skagen che vivevano e lavoravano nell'area tra la fine del XIX e l'inizio del XX secolo, come Marie Krøyer e Peder Severin Krøyer, Anna Ancher e Michael Ancher, Laurits Tuxen, Viggo Johansen e Holger Drachmann. Il museo ospita anche mostre speciali. All'interno del complesso museale vi sono una caffetteria situata nella Garden House, un vecchio edificio è stato la residenza e lo studio di Anna e Michael Ancher.
L'edificio museale fu progettato da Ulrik Plesner nel 1928 e ristrutturato da Friis & Moltke tra il 2014-2016.